# Demografia Republicii Palau
Acest articol este despre caracteristicile demografice ale populației din Palau, inclusiv densitatea populației, etnia, nivelul de educație, starea de sănătate a populației, statutul economic, apartenențele religioase și alte aspecte ale populației. 
Aproximativ 70% din populația republicii  Palau trăiește în orașul Koror, pe insula Koror. Koror este fosta capitală, iar capitala actuală este Ngerulmud, aflată în statul Melekeok, pe insula Babeldaob, cea mai mare, dar mai puțin dezvoltată - a doua cea mai mare insulă din Micronezia, după Guam. 

## Indicatori demografici conform CIA World Factbook
Următoarele statistici demografice provin din CIA World Factbook (2015), cu excepția cazului în care se indică altfel. 

### Populație
- 21.516 (estimare din iulie 2018)

### Împărțirea pe grupe de vârstă
- 0-14 ani: 19,37% (bărbați 2.149 / femei 2.019)
- 15-24 ani: 16,4% (masculin 1.768 / femeie 1.760)
- 25-54 ani: 45,74% (bărbați 6.016 / femei 3.826)
- 55-64 ani: 9,99% (bărbați 765 / femei 1.384)
- 65 de ani și peste: 8,5% (464 bărbați / femeie 1.365) (estimare din 2018)

### Rata de creștere a populației
- 0,4% (estimare din 2018)

### Rata natalității
- 11,3 nașteri / 1.000 locuitori (estimare din 2018)

### Rata mortalității
- 8,2 decese / 1000 de locuitori (estimare din 2018)

### Rata migrației nete
- 0,8 migranți / 1.000 de locuitori (estimare din 2018)

### Raportul pe sexe
la naștere: 1,06 bărbați / femei 
- 0-14 ani: 1,06 bărbați / femei
- 15-24 ani: 1 bărbat / femeie
- 25-54 ani: 1,57 bărbați / femei
- 55-64 ani: 0,55 bărbat (i) / femeie
- 65 ani și peste: 0,34 bărbat (i) / femeie
- Populație totală: 1,08 bărbați / femei (2018 est. )

### Rata mortalității infantile
- Total: 10,3 decese / 1.000 de nașteri vii
- Masculin: 11,8 decese / 1000 de nașteri vii
- Feminin: 8,8 decese / 1.000 de nașteri vii (2018 est. )

### Speranța de viață la naștere
- Populație totală: 73,6 ani
- Masculin: 70,4 ani
- Femeie: 77 de ani (estimare din 2018)

### Rata totală a fertilității
- 1,7 copii născuți / femeie (estimare din 2018)

### Naționalitate
- Palauani (substantiv)
- Palauan (adjectiv)

### Minoritățile etnice în Palau
- Palauan ( Micronezian cu amestecuri malaeziene și melanesiene ) 72,5%
- Carolinian 1%
- Alțit micronezieni 2,4%
- Filipinezi 16,3%
- Chinezi 1,6%
- Vietnamezi 1,6%
- Alte grupuri asiatice 3.4%
- Albi 0,9%,
- Altele 0,3% (estimare din 2015)

### Religie
- Romano-catolici 49,4%
- Protestanți 30,9%
- Adventiști de ziua a șaptea 5,3%,
- Alți protestanți 2,5%
- Modekngei 8,7% (indigen din Palau)
- Martorii lui Iehova 1,1%
- Alții 8,8%
- Nici unul sau nespecificat 1,1% (estimare din 2015)

### Limbi
- Palauană (oficială pe majoritatea insulelor) 66,6%
- Carolinian 0.7%
- Alte limbi microneziene 0.7%
- Engleză (oficial) 15,5%
- Filipineză 10,8%
- Chineză 1,8%
- Alte limbi asiatice 2,6%
- Alte limbi 1,3% (estimare din 2015)

### Rata alfabetizării
Definiție: locuitorii cu vârsta de 15 ani și peste care pot citi și scrie 
- Populație totală: 96,6%
- Masculin: 96,8%
- Femeie: 96,3% (estimare din 2015)